# Tavaszi hérics
A tavaszi hérics (Adonis vernalis) a boglárkavirágúak (Ranunculales) rendjéhez, ezen belül a boglárkafélék (Ranunculaceae) családjához tartozó, Magyarországon védett növényfaj.

## Elterjedése
Száraz gyepeken, legelőkön, kaszálókon, a síkságon, illetve dombvidéken él. Európa középső és déli részétől egészen a Nyugat-szibériai síkságig fordul elő. Magyarországon többek közt megtalálható az Aggteleki-karszt, a Jászság, a Keszthelyi-fennsík, a Kisalföld területén.
| A tavaszi hérics elterjedési területe Magyarország hegységeiben |        |          |            |         |         |       |        |       |        |                  |
| Hegységek                                                       | Bakony | Börzsöny | Bükk-vidék | Cserhát | Gerecse | Mátra | Mecsek | Pilis | Vértes | Zempléni-hegység |
| Tavaszi hérics (Adonis vernalis)                                | Van    | Van      | Van        | Van     | Van     | Van   | Van    | Van   | Van    | Van              |

## Megjelenése
Egyenes szárú, 20–50 cm magas évelő. Feketés, vaskos gyöktörzse van, ebből vékony, elágazó gyökerek indulnak. Levelei ülők, 2-4-szeresen szeldeltek 5 mm-nél hosszabb sallangokra, emiatt a növény borzos kinézetű. Élénksárga virágai a 8 cm átmérőt is elérhetik, 20 sziromlevele, sok porzója van. Termőtája apokarp, minden termőlevélből különálló makkocska fejlődik. Április-májusban virágzik.

## Hatóanyagai
Szív glikozidokat és kevés flavonoidot tartalmaz. Szívre nagyon erős hatású, erősebb főzete szívmegállást okozhat.
Mérgező!

## Képek

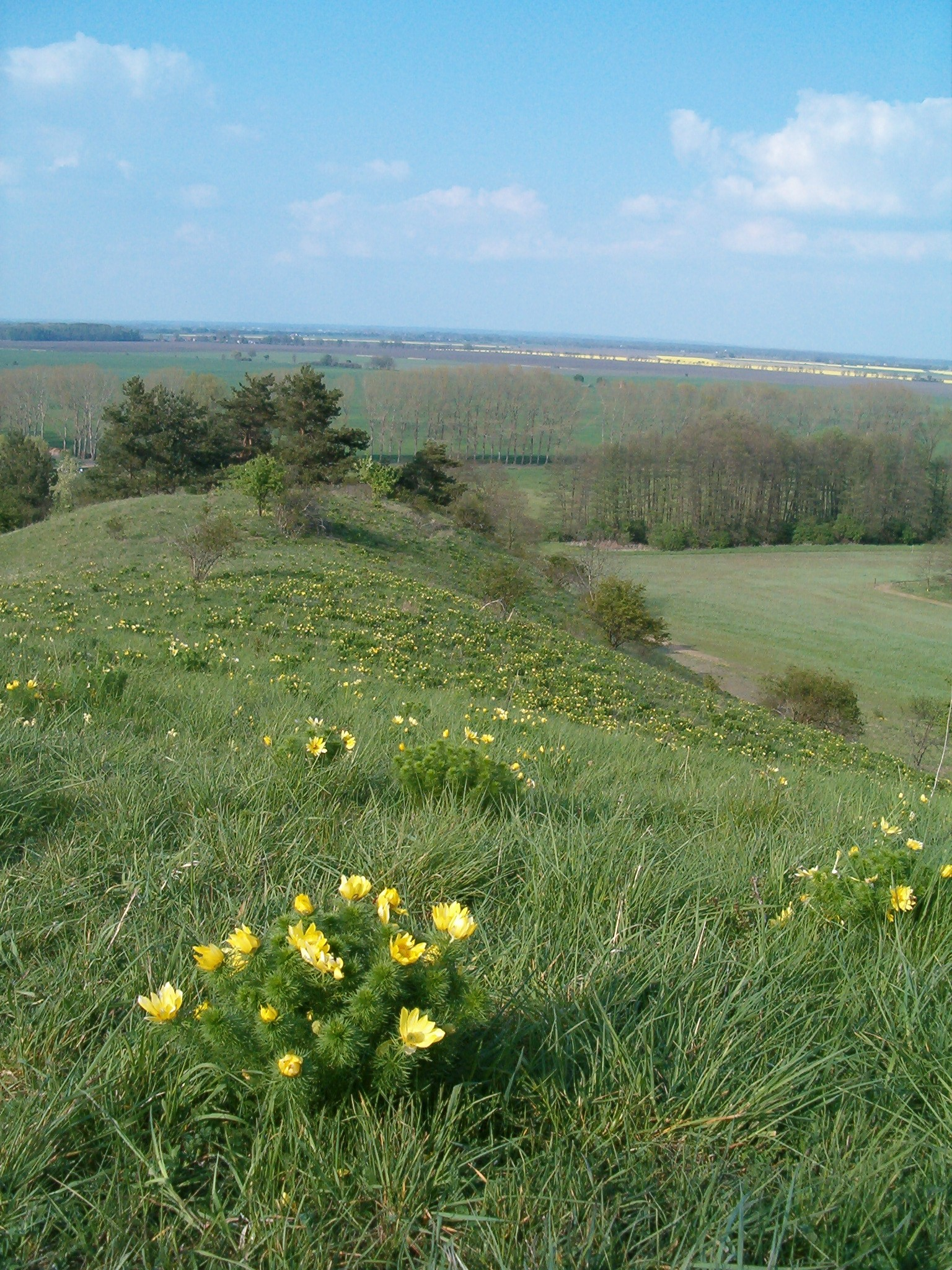
élőhelyén
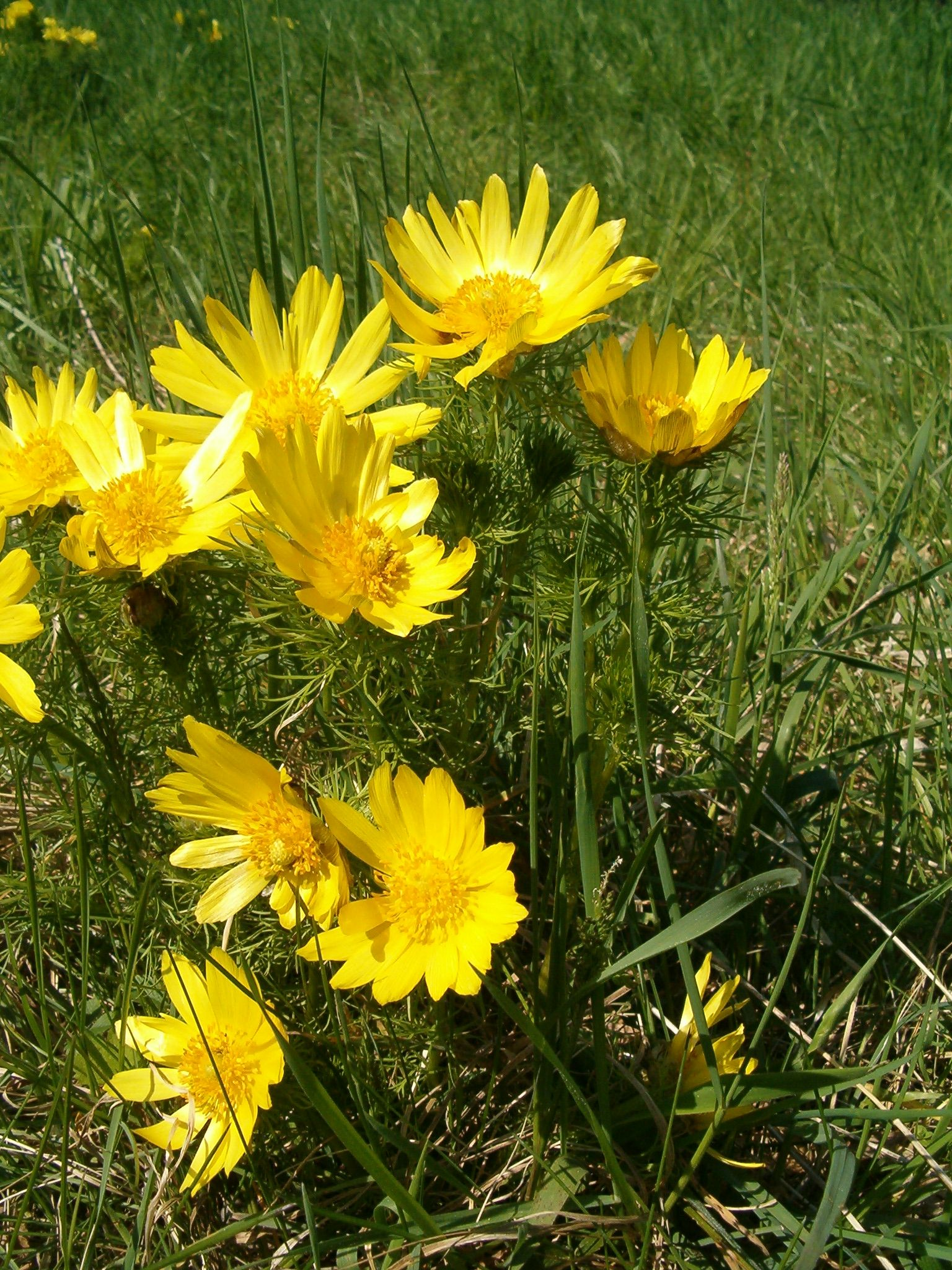
habitusa
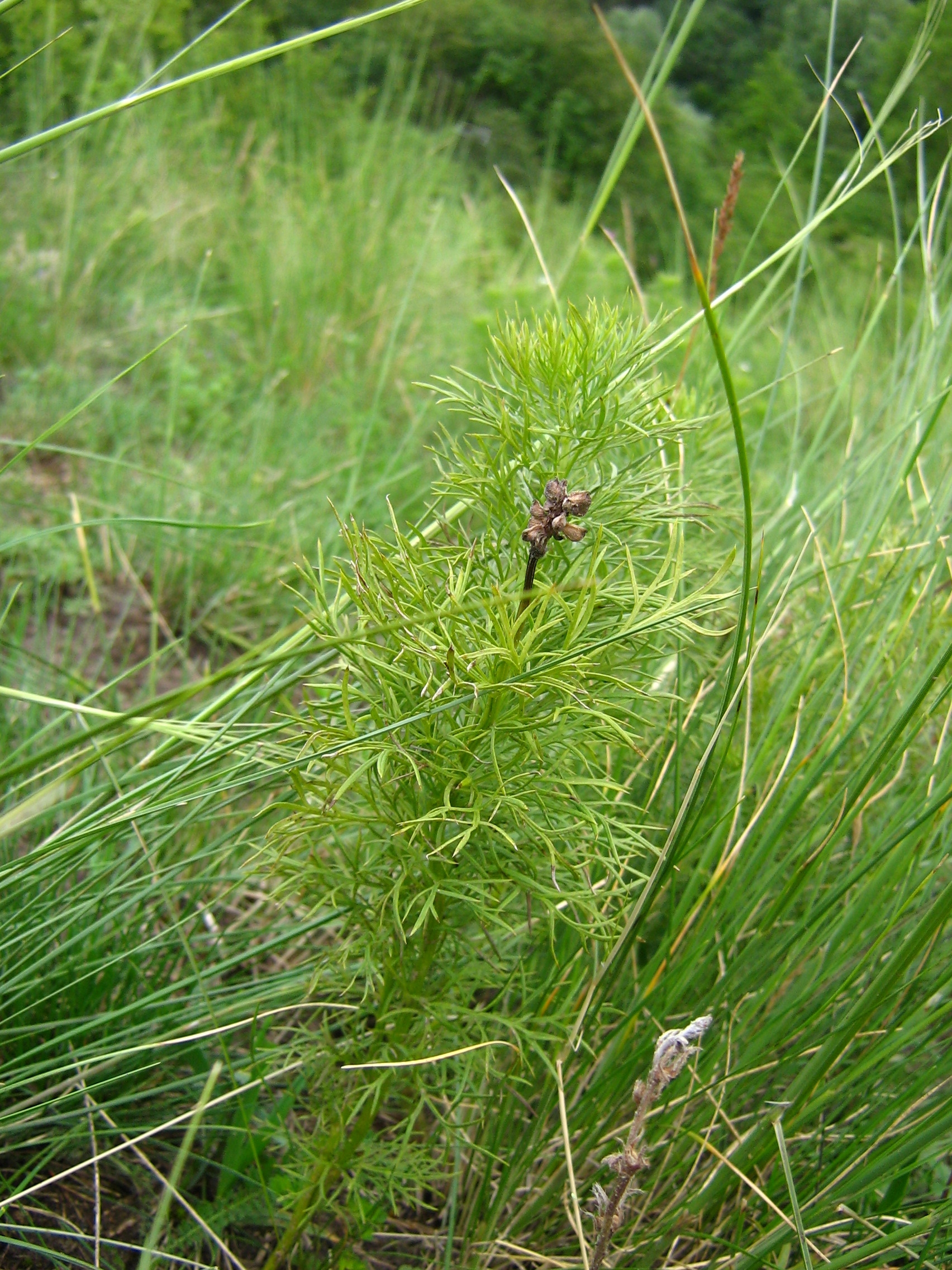
termése